# Cuarto de libra

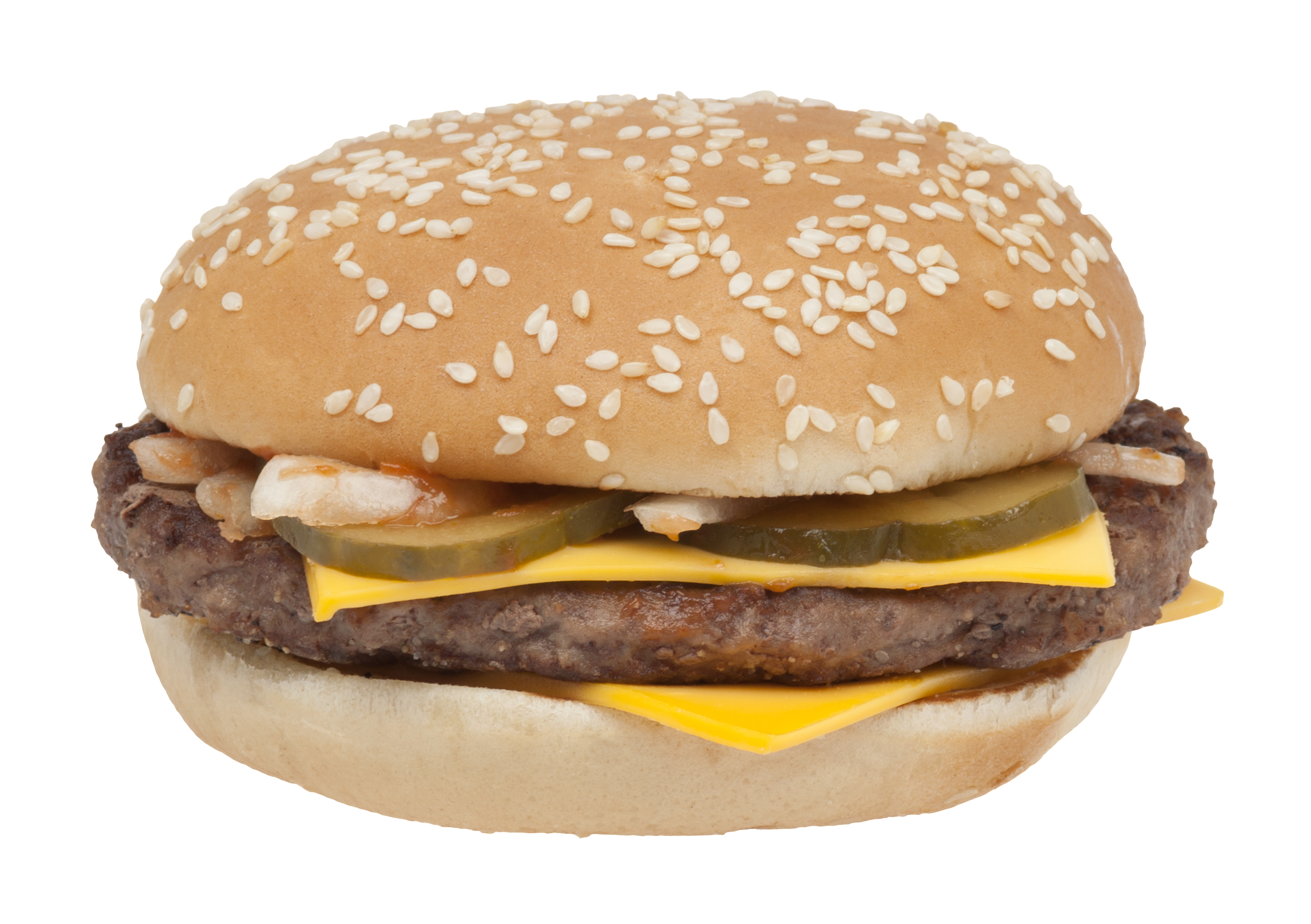
Cuarto de libra con queso.

El cuarto de libra con queso (en inglés: Quarter Pounder, “Cuarto de Libra”) es una hamburguesa (variante de las cheeseburgers) vendida de forma internacional por el restaurante de comidas rápidas McDonald's. Su nombre hace referencia a la cantidad de carne que lleva la hamburguesa medida en libras, que es la unidad utilizada en Estados Unidos, donde se creó la receta. El cuarto de libra está preparado con 114g de carne, queso, mostaza, kétchup, cebolla y pepinillo en pan de hamburguesa.

## Historia
El cuarto de libra con queso fue inventado por Al Bernardin, dueño de una franquicia y exvicepresidente del departamento de desarrollo de nuevos productos de McDonalds, en Fremont, California, en 1971. Bernardin se había instalado en Fremont tras la adquisición de dos empresas propiedad de los restaurantes de McDonalds. Bernardin comenzó a experimentar con nuevos elementos para los menús de sus franquicias. Según una entrevista que se le realizó en 1991, Bernardin señaló que “sentía que había un vacío en nuestro menú respecto al adulto que deseaba una mayor proporción de carne al bollo”. En el primer trimestre 1971, Bernardin presentó el cuarto de libra en su McDonalds bajo el eslogan de “Hoy Fremont, mañana el mundo”. Su hamburguesa se convirtió en un éxito y fue agregada al menú nacional americano en 1973. En noviembre de 2008, McDonalds Japón (en donde no suele venderse los cuartos de libra con queso) abrió en Tokio dos restaurantes “Quarter Pounder” donde solo se vende cuartos de libras. Estos cerraron el 27 de noviembre de aquel año, coincidiendo con la fecha en la que se introdujo al menú los cuartos de libras en las sucursales de McDonald`s en todo el mundo.[cita requerida]